# لن أطلب الطلاق (مسلسل)
لن أطلب الطلاق هو مسلسل كويتي يدور حول قضية، ترتكز على سؤال، هو: من يطلب الطلاق الرجل أم المرأة ويسلط الضوء على علاقة المرأة بالرجل، والمشاكل التي تعترض طريق السعادة الزوجية حتى يصل الامر بينهما إلى الطلاق العاطفي والانعزال، ولكن كلا منهما يرفض أن يطلب الطلاق، خوفا من أن يتنازل عن حقوقه المادية، من تأليف إيمان سلطان ، وإخراج مصطفى الرشيد ويعرض في (1 رمضان 1434 هـ - 10 يوليو 2013).

## فريق الممثلين
1. هدى حسين بدور نوال
2. إبراهيم الحربي بدور عبد الله
3. سحر حسين بدور حنان
4. خالد امين بدور خالد
5. هنادي الكندري بدور سندس
6. فهد البناي بدور يوسف
7. فهد باسم بدور نايف
8. طلال باسم بدور نايف صغير
9. سعاد الشطي بدور سندس صغيرة
10. مصطفى الأسدي

### ضيوف الشرف
1. حبيب غلوم
2. أزهار الحلواجي